# Crocifissione di san Pietro (Luca Giordano)
La Crocifissione di San Pietro  è un dipinto olio su tela (196×258 cm) di Luca Giordano, databile al 1660 e conservato presso le gallerie dell'Accademia di Venezia.

## Descrizione
Dipinto proveniente dallo studio di José de Ribera che testimonia la precoce maturità dell'artista napoletano in quanto eseguito a soli 28 anni. Lo stile di pittura luminoso e fluido anticipa lo sviluppo della pittura veneziana del XVIII secolo.
Il dipinto è una composizione "di taglio" nel momento drammatico della pre-crocefissione.
San Pietro si fa crocefiggere a testa in giù in segno di umiltà nei confronti di Cristo. Il cielo si apre alla vista dei putti e lo scenario fumoso che contrasta con i personaggi crea un effetto di continuo movimento e dunque di forte realismo.